# Philippe Vandel
Pour les articles homonymes, voir Vandel.
Philippe Vandel, né le 5 juillet 1962 à Grenoble, en Isère, est un journaliste français. Il est par ailleurs chroniqueur de presse, de radio et de télévision ainsi qu'animateur de radio et présentateur de télévision. En 1986, alors que les anglophones préfèrent employer « Channel surfing » depuis les années 1960, il est le premier en France à utiliser le terme « zapping », pour un article qu'il signe en mars 1986, dans la revue Actuel,.

## Biographie

### Formation et débuts
Après avoir obtenu un baccalauréat scientifique et un diplôme d’ingénieur du son, à l’École nationale supérieure Louis-Lumière, Philippe Vandel fait ses premiers pas à 20 ans à la radio dans l’émission Adrénaline sur France Inter.

### Carrière dans les médias

#### Années 1980 et 1990
En 1984, Philippe Vandel rejoint Radio Nova tandis qu’il écrit ses premiers articles dans le mensuel des contre-cultures Actuel, repris par Jean-François Bizot en 1970, dont il intègre la rédaction de 1985 à 1991.
Il a participé au groupe Jalons.
Il découvre le petit écran en 1986 en présentant Les Bons plans d’Actuel dans l'émission de Childéric Muller sur TV6 (ancêtre de M6) avant d’intégrer Canal+ en 1988 où il reste douze ans. Il y débute comme chroniqueur dans l’émission Demain présentée par Michel Denisot, qu’il suivra dans La Grande Famille nouvellement créée en 1990. Il y tient alors la chronique des « Paradoxes ». En 1991, il crée Le Journal du hard sur la même chaine, qu’il présente pendant cinq ans. À partir de 1992 et jusqu’en juin 2001, il tient dans Nulle part ailleurs une chronique quotidienne révélant les incohérences du monde moderne, « Le monde de l’absurde ». Une fois par semaine, il intervient en direct avec des questions mi-absurdes, mi-logiques, posées à des personnes dans la rue en micro-trottoir (avec comme accroche toujours la même phrase : « des images en couleurs avec la caméra ») ; exemple : « 100 % des gagnants ont-ils vraiment tenté leur chance ? »
En 1993, la première chronique quotidienne des « Pourquoi ? » est diffusée sur Radio Nova. « Pourquoi les cygnes ne s’envolent-ils jamais des bassins ? Pourquoi les Anglais roulent-ils toujours à gauche ? Pourquoi les enfants demandent-ils toujours pourquoi ?... ». « Les Pourquoi ? » passeront sur RTL, puis sur Europe 1. Le « Livre des Pourquoi » se hisse dès sa sortie à la première place des meilleures ventes[réf. souhaitée].

#### Années 2000 et 2010

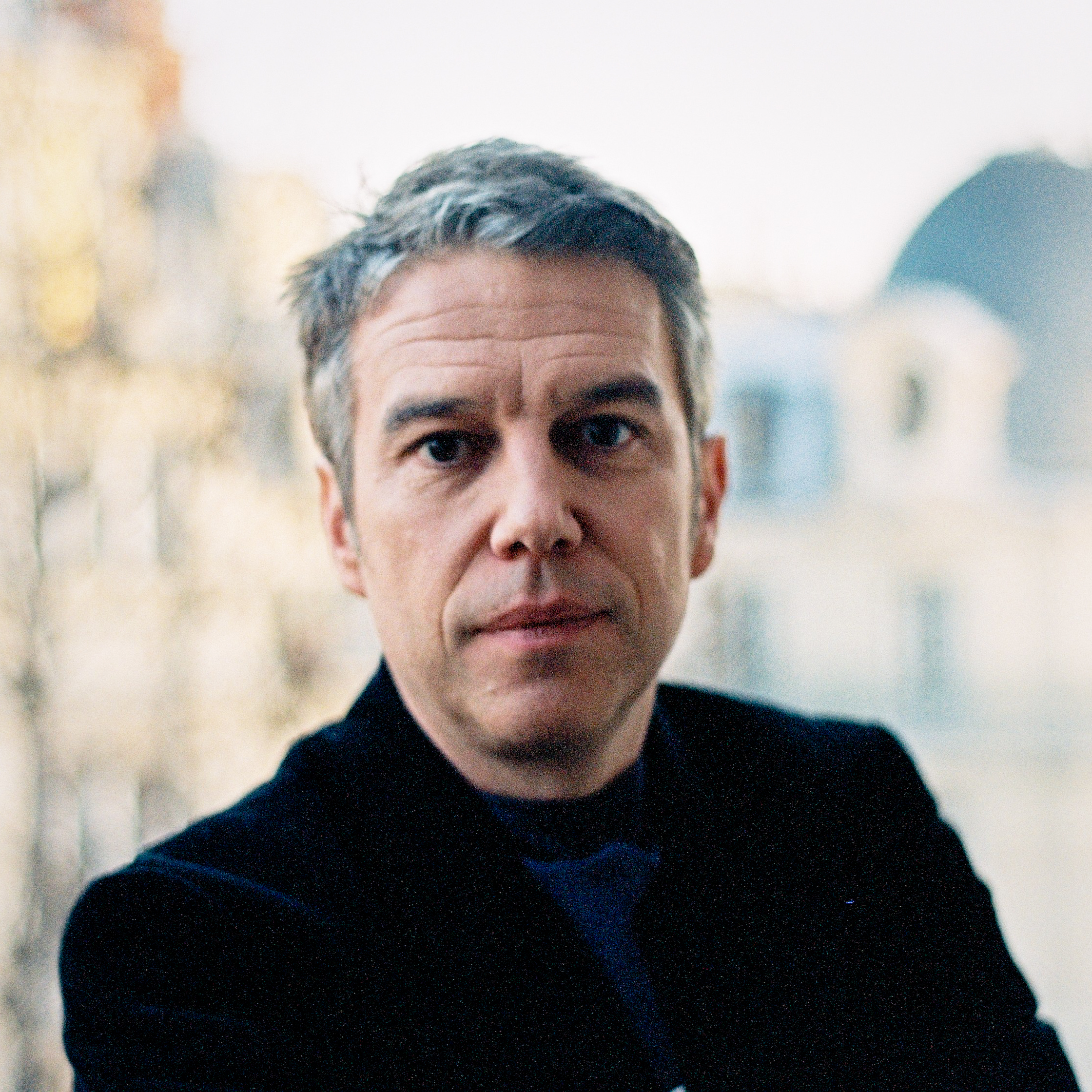
Philippe Vandel en 2009.

En septembre 2000, le journaliste est nommé présentateur de Nulle Part Ailleurs, en tandem avec Emmanuelle Gaume pour la partie talk et Thierry Dugeon pour la partie information. Cependant, faute d'audience, Vandel est rétrogradé dans la première partie nommée NPA Musique avec Jackie Berroyer quelques mois après le début de l'émission, puis simple chroniqueur dans l'émission réunifiée présentée par Thierry Dugeon.
En janvier 2002, Philippe Vandel devient chroniqueur auprès de Daniel Schneidermann dans l'émission hebdomadaire d’analyse et de décryptage des médias sur France 5, Arrêt sur images, dont il est également rédacteur en chef durant une saison.
Il travaille ensuite avec Laurent Ruquier, à la radio tout d’abord dans On va s'gêner sur Europe 1, puis dès juin 2004 comme rédacteur en chef de On a tout essayé sur France 2. Il y est également chroniqueur, avec notamment la séquence Le zapping de l’invité.
De 2007 à 2010, il présente sur Paris Première, Pif Paf, un magazine de 52 minutes sur l'actualité des médias. Après l'arrêt de Pif Paf, il anime Le Comité de la carte sur la même chaîne. Trois mois après son lancement, l'émission est déprogrammée. Il présente alors, sur la même chaîne, les soirées Vive la télé, ainsi que des émissions spéciales telles Je hais les années 80 !.
Pour l'Euro 2008, il présente le Club Europe 1-Euro 2008 de 20h à minuit en alternance avec Pierre-Louis Basse.
De l'été 2009 à juillet 2017, il présente sur France Info, du lundi au vendredi, Tout et son contraire, une émission d'interview décalée en trois sessions de cinq minutes. Politique, spectacle, médias, littérature, sport, il y reçoit chaque jour une personnalité qui a marqué l’année ou l’actualité. Il a par ailleurs repris l'animation de sa chronique Les Pourquoi ?, diffusée tous les dimanches sur cette même antenne.
Il écrit également chaque mois une chronique, L'avocat du diable, dans La Parisienne, supplément féminin du journal Le Parisien, prenant la défense des personnalités médiatiques les plus attaquées.
En 2012, il rejoint l'équipe de l'émission Touche pas à mon poste ! sur D8 présentée par Cyril Hanouna. Fin 2012, il rejoint la chaîne Sport365 pour présenter une émission en deuxième partie de soirée le lundi intitulée À domicile. Il conserve tout de même sa place dans l'équipe de Touche pas à mon poste !. Il quitte l'émission en 2014.
Entre 2014 et 2015, il est chaque mercredi soir en direct de la Tour Eiffel aux côtés d'Alba Ventura dans l'émission Un soir à la Tour Eiffel présentée par Alessandra Sublet sur France 2. Il assure un billet d'humeur chaque vendredi dans L'instant M, l'émission médias de France Inter.
À partir de décembre 2015, il revient sur D8 pour intégrer l'équipe de chroniqueurs de Touche pas à mon sport, la nouvelle émission d'Estelle Denis.
À la rentrée de septembre 2017, il retrouve la radio généraliste Europe 1 pour y présenter Village Médias, une émission sur les médias, du lundi au vendredi entre 9 h 30 et 10 h.  L'émission Quotidien remarque qu'il y reprend quasiment mot pour mot des chroniques qu'il a déjà fournies à son précédent employeur, France Info. Mais l'arrivée de Laurent Guimier à la présidence d'Europe 1 bouleverse complètement la grille l'année suivante, si bien qu'à la rentrée de septembre 2018, Philippe Vandel est à la tête d'une grande tranche d'informations entre 18 h et 20 h les week-end, et il est présent pour une chronique médias dans toutes les matinales en semaine.
À la rentrée 2019, il revient pour une émission quotidienne le matin de 9 h à 11 h. La première partie de l'émission s'intéresse à l'actualité médiatique et la deuxième partie s'intéresse à l'actualité culturelle du théâtre en passant par les séries Netflix.

### Prix de Flore
Il est membre du jury du prix de Flore depuis sa création, qui récompense chaque année au Café de Flore à Paris un jeune auteur au talent jugé prometteur.

### Vie personnelle
Philippe Vandel vit en couple avec Dorothée Olliéric, grand reporter à France 2, avec qui il a deux enfants, Castille et Félix.
Il est prosopagnosique (trouble de la reconnaissance des visages).

## Publications

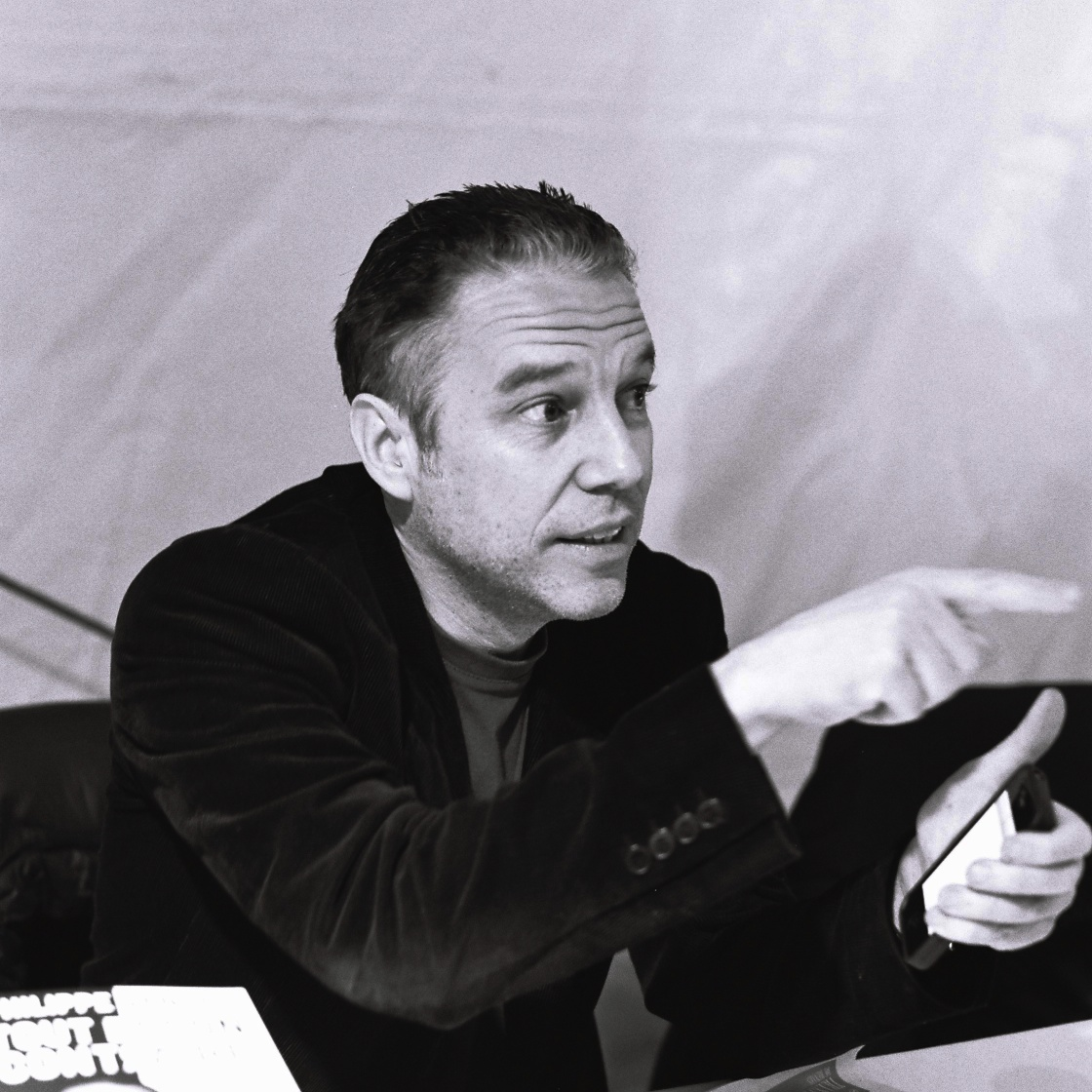
Philippe Vandel au salon du livre Radio France, 26 novembre 2011.

- Le Dico français/français, Le livre décodeur : analyse humoristique de la langue des différents groupes sociaux, Éditions Jean-Claude Lattès, 1993. Livre de poche, 1993.
- Pourquoi ? Le livre des Pourquoi, J-C Lattès, 1993. Livre de poche, 1994.
- Le dico des paradoxes, Canal+ Éditions, 1993. Livre de poche, 1994.
- Pourquoi ? Encore des Pourquoi, J-C Lattès, 1995. Livre de poche, 1996.
- C'est mon avis et je le partage, Grasset, 1995. Livre de poche, 1996.
- Cherchez l'erreur !, Canal+ Éditions, 1999. Livre de poche, 2001.
- Attention les yeux !, Canal+ Éditions, 2000. Livre de poche, 2002.
- C'est vraiment vrai !, Plon, 2002.
- Je ne suis pas de mon avis[20], Plon, 2004.
- Coluche par Coluche, préface, Le Cherche midi, 2004.
- Oui, tiens, pourquoi ?, Oh Éditions, 2010.
- Tout et son contraire, Radio France Éditions /Fetjaine (La Martinière), 2011.
- Les Pourquoi en images, Kero, Paris, 2012
- Les Pourquoi en images 2014, Kero, Paris, 2013
- Les Pourquoi interdits aux moins de 18 ans, Kero, Paris, 2014
- Les Pourquoi des Jeux Olympiques, Kero, Paris, 2024